# Associazione Sportiva Reggina 1979-1980
Questa pagina raccoglie i dati riguardanti l'Associazione Sportiva Reggina nella stagione 1979-1980.

## Stagione
La squadra, allenata da Adriano Buffoni, ha concluso il girone B della Serie C1 1979-1980 al quinto posto. La società è guidata dal presidente Ugo Ascioti, subentrato ad Amedeo Matacena.

## Rosa
| N. |                   | Ruolo | Calciatore         |
| -- | ----------------- | ----- | ------------------ |
| -  | Italia (bandiera) | P     | Vincenzo Tortora   |
| -  | Italia (bandiera) | P     | Antonio Leone      |
| -  | Italia (bandiera) | D     | Giancarlo Olivotto |
| -  | Italia (bandiera) | D     | Giovanni Tasca     |
| -  | Italia (bandiera) | C     | Marco Rossi        |
| -  | Italia (bandiera) | C     | Elso Pelle         |
| -  | Italia (bandiera) | D     | Agatino Cuttone    |
| -  | Italia (bandiera) | D     | Giorgio Pellegrini |
| -  | Italia (bandiera) | A     | Diego Spinella     |
| -  | Italia (bandiera) | C     | Adriano Banelli    |
| -  | Italia (bandiera) | C     | Umberto Ballarin   |

| N. |                   | Ruolo | Calciatore          |
| -- | ----------------- | ----- | ------------------- |
| -  | Italia (bandiera) | D     | Giacomo Ferri       |
| -  | Italia (bandiera) | C     | Elvi Pianca         |
| -  | Italia (bandiera) | C     | Giancarlo Snidaro   |
| -  | Italia (bandiera) | A     | Pierantonio Bortot  |
| -  | Italia (bandiera) | D     | Luciano Battiston   |
| -  | Italia (bandiera) | D     | Sergio Dariol       |
| -  | Italia (bandiera) | C     | Salvatore Lomanno   |
| -  | Italia (bandiera) | C     | Rocco Cotroneo      |
| -  | Italia (bandiera) | A     | Angelo Mariano      |
| -  | Italia (bandiera) | C     | Pier Paolo Scarrone |

## Risultati

### Campionato

#### Girone di andata
| 30 settembre 1979 1ª giornata | Reggina | 0 – 2 | Arezzo |  |

| 7 ottobre 1979 2ª giornata | Benevento | 1 – 0 | Reggina |  |

| 14 ottobre 1979 3ª giornata | Reggina | 1 – 0 | Livorno |  |

| 21 ottobre 1979 4ª giornata | Campobasso | 3 – 0 | Reggina |  |

| 28 ottobre 1979 5ª giornata | Reggina | 1 – 0 | Teramo |  |

| 4 novembre 1979 6ª giornata | Rende | 0 – 0 | Reggina |  |

| 11 novembre 1979 7ª giornata | Reggina | 1 – 0 | Chieti |  |

| 18 novembre 1979 8ª giornata | Reggina | 4 – 1 | Anconitana |  |

| 25 novembre 1979 9ª giornata | Nocerina | 1 – 2 | Reggina |  |

| 2 dicembre 1979 10ª giornata | Reggina | 1 – 0 | Salernitana |  |

| 9 dicembre 1979 11ª giornata | Foggia | 1 – 0 | Reggina |  |

| 16 dicembre 1979 12ª giornata | Reggina | 2 – 1 | Siracusa |  |

| 23 dicembre 1979 13ª giornata | Turris | 0 – 0 | Reggina |  |

| 6 gennaio 1980 14ª giornata | Reggina | 1 – 1 | Cavese |  |

| 13 gennaio 1980 15ª giornata | Catania | 1 – 0 | Reggina |  |

| 20 gennaio 1980 16ª giornata | Reggina | 1 – 0 | Empoli |  |

| 27 gennaio 1980 17ª giornata | Montevarchi | 0 – 2 | Reggina |  |

#### Girone di ritorno
| 3 febbraio 1980 18ª giornata | Arezzo | 0 – 0 | Reggina |  |

| 10 febbraio 1980 19ª giornata | Reggina | 2 – 1 | Benevento |  |

| 17 febbraio 1980 20ª giornata | Livorno | 2 – 0 | Reggina |  |

| 24 febbraio 1980 21ª giornata | Reggina | 1 – 0 | Campobasso |  |

| 2 marzo 1980 22ª giornata | Teramo | 1 – 0 | Reggina |  |

| 9 marzo 1980 23ª giornata | Reggina | 1 – 1 | Rende |  |

| 16 marzo 1980 24ª giornata | Chieti | 0 – 0 | Reggina |  |

| 23 marzo 1980 25ª giornata | Anconitana | 2 – 0 | Reggina |  |

| 30 marzo 1980 26ª giornata | Reggina | 1 – 0 | Nocerina |  |

| 13 aprile 1980 27ª giornata | Salernitana | 1 – 1 | Reggina |  |

| 20 aprile 1980 28ª giornata | Reggina | 1 – 0 | Foggia |  |

| 27 aprile 1980 29ª giornata | Siracusa | 1 – 0 | Reggina |  |

| 11 maggio 1980 30ª giornata | Reggina | 2 – 0 | Turris |  |

| 18 maggio 1980 31ª giornata | Cavese | 2 – 1 | Reggina |  |

| 25 maggio 1980 32ª giornata | Reggina | 0 – 1 | Catania |  |

| 1º giugno 1980 33ª giornata | Empoli | 0 – 0 | Reggina |  |

| 8 giugno 1980 34ª giornata | Reggina | 2 – 0 | Montevarchi |  |

## Piazzamenti
- Serie C1: 5º posto.